# Тьоребуда (община)
Община Тьоребуда (на шведски: Töreboda kommun) е разположена в лен Вестра Йоталанд, югозападна Швеция с обща площ 594 km2 и население 8992 души (към 31 декември 2013). Административен център на община Тьоребуда е едноименния град Тьоребуда.